# Allocapnia unzickeri
Allocapnia unzickeri är en bäcksländeart som beskrevs av Ross och Yamamoto 1966. Allocapnia unzickeri ingår i släktet Allocapnia och familjen småbäcksländor. Inga underarter finns listade i Catalogue of Life.